# تام مک‌میلن
تام مک‌میلن (انگلیسی: Tom McMillen؛ زادهٔ ۲۶ مهٔ ۱۹۵۲) سیاست‌مدار اهل ایالات متحده آمریکا است.
وی همچنین برندهٔ جوایزی همچون بورسیه رودز شده‌است.
از باشگاه‌هایی که در آن بازی کرده‌است می‌توان به آتلانتا هاوکس، واشینگتن ویزاردز، و نیویورک نیکس اشاره کرد.